# 保杜斯費魯斯 (小區)
保杜斯費魯斯（葡萄牙語：Pau dos Ferros）是巴西東北部北里約格朗德州西波蒂瓜爾中區的一個小區。

## 市鎮
保杜斯費魯斯下轄以下的市鎮：
- 亞歷山大
- 弗蘭西斯科丹塔斯
- 伊塔乌
- 若泽-达佩尼亚
- 马塞利努维埃拉
- 帕拉納
- 保杜斯费鲁斯
- 皮龍伊斯
- 波尔塔莱格里
- 拉斐尔费尔南德斯
- 里亚舒-达克鲁斯
- 鲁道夫-费尔南德斯
- 西圣弗朗西斯科
- 塞韦里亚努梅卢
- 大塔巴雷罗
- 特嫩蒂阿纳尼亚斯
- 維索薩